# Pilier (rugby à XV)
Pour les articles homonymes, voir Pilier (homonymie).
Ne doit pas être confondu avec Pilier (rugby à XIII).
Pilier (en anglais : prop) est un poste de rugby à XV. On trouve deux piliers dans une équipe, ils portent généralement les numéros 1 (pilier gauche) et 3 (pilier droit). Ce sont des joueurs de première ligne qui entourent le talonneur (numéro 2) en mêlée fermée et sont chargés de pousser les piliers adverses en poussant eux-mêmes et en transmettant la poussée exercée par la deuxième ligne, aussi appelée « attelage ». Dans le jargon du rugby, on parle parfois simplement du « gaucher » et du « droitier ».

## Description du poste

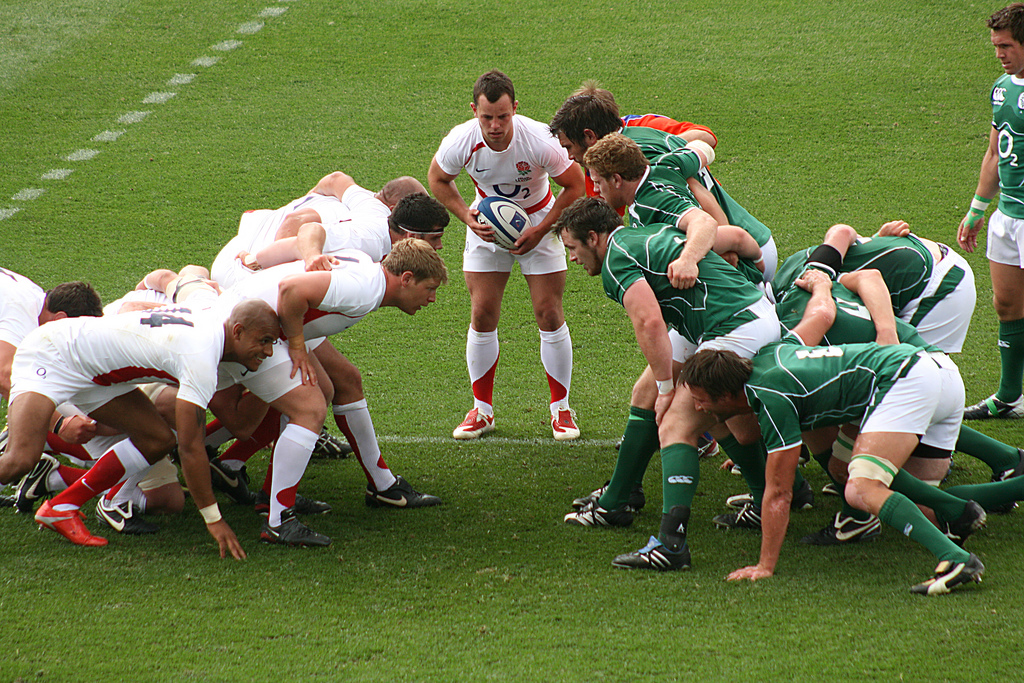
Les piliers, qui entourent le talonneur, se font face avant l'entrée en mêlée.

### Rôles
Les piliers jouent un rôle méconnu mais important lors des mêlées : outre la puissance du pack, la capacité des piliers à dominer leurs vis-à-vis conditionne la réussite de l'équipe lors de cette phase de conquête. Cette phase — littéralement — de combat extrêmement technique voit le succès se matérialiser soit par l'enfoncement du pack adverse soit simplement par la pénalisation d'un pilier en vis-à-vis (perte d'appuis, tenue de bras illicite, poussée pas droite horizontalement ou verticalement, etc.). Étant donné les risques physiques encourus lors de ces phases de jeu à ce poste, le règlement exige la présence de joueurs de première ligne pour l'organisation des mêlées. La dureté physique de ce poste, ainsi que la spécificité du poste, impliquent la présence nécessaire de deux piliers parmi les huit remplaçants d'une feuille de match.
En mêlée, les rôles des piliers droit et gauche sont différents : le pilier droit engage ses deux épaules dans la mêlée et doit contenir à la fois le talonneur et le pilier gauche adverses tandis que le gaucher n'engage qu'une épaule (la droite) et ne possède donc qu'un vis-à-vis. Le pilier droit doit donc posséder suffisamment de force physique pour éviter de subir la pression adverse et de devoir se relever. Le pilier gauche doit en revanche pouvoir profiter de sa situation pour repousser le pilier droit adverse, tout en évitant que la mêlée s'écroule de son côté ; il peut aussi s'extraire plus rapidement de la mêlée lorsqu'elle est terminée.

### Spécificités physiques
Les joueurs jouant à ce poste sont généralement les plus massifs de l'équipe et sont en général plus petits que les deuxièmes ou troisièmes lignes : leur centre de gravité doit être le plus bas possible pour pouvoir mieux jouer en mêlée. Le rôle du pilier dans le rugby moderne dépasse le cadre de la mêlée fermée, il participe davantage dans le jeu courant, aussi bien en attaque qu'en défense. L'organisation offensive ou défensive d'une équipe impose que les joueurs se déplacent le moins possible sur la largeur du terrain, ce principe amène le pilier à une certaine polyvalence (puissance, vitesse, rapidité de déplacement) particulièrement recherchée au niveau professionnel et international.

## Joueurs emblématiques
Voici une liste de joueurs de joueurs ayant marqué leur poste, membres du temple de la renommée World Rugby ou élus meilleurs joueurs du monde World Rugby :
- Jason Leonard
- Syd Millar
- Nicholas Shehadie
- Wilson Whineray
- Shiggy Konno (en)
- Os du Randt
- Peter Fatialofa